# Felhőatlasz (film)
A Felhőatlasz (Cloud Atlas) 2012-ben bemutatott amerikai-német fantasztikus film Tom Tykwer, Lana Wachowski és Andy Wachowski rendezésben, Tom Hanks, Hugo Weaving, Jim Sturgess, Halle Berry és Hugh Grant főszereplésével. A forgatókönyvet David Mitchell azonos című regénye alapján Mitchell, Tom Twyker és a Wachowski nővérek közösen írták.

## Cselekmény
A Felhőatlasz hat története több idősíkon játszódik, melyek cselekményei összekapcsolódnak egymással. Az első történet a Csendes-óceáni szigetvilágban kezdődik 1849-ben, az utolsó pedig a földi civilizáció összeomlása után 2321-ben.

## Szereplők
| Színész        | Csendes-óceáni szigetek, 1849 | Cambridge / Edinburgh, 1936 | San Francisco, 1973     | London, 2012       | új-Szöul, 2144                          | Nagy Sziget, 106 téllel később az apokalipszis után (2321) |
| -------------- | ----------------------------- | --------------------------- | ----------------------- | ------------------ | --------------------------------------- | ---------------------------------------------------------- |
| Jim Sturgess   | Adam Ewing                    | Szegény Hotel vendég        | Megan apja              | Highlander         | Hae-Joo Chang                           | Adam (Zachry sógora)                                       |
| Ben Whishaw    | Cabin Boy                     | Robert Frobisher            | Lemezbolti eladó        | Georgette          | nem szerepel                            | Törzstag                                                   |
| Halle Berry    | Native Woman                  | Jocasta Ayrs                | Luisa Rey               | Indián vendég      | Ovid                                    | Meronym                                                    |
| Jim Broadbent  | Molyneux kapitány             | Vyvyan Ayrs                 | nem szerepel            | Timothy Cavendish  | Korean Musician                         | Prescient 2                                                |
| Doona Bae      | Tilda Ewing                   | nem szerepel                | Megan anyja, mexikói nő | nem szerepel       | Sonmi-451, Sonmi-351, Sonmi prostituált | nem szerepel                                               |
| Tom Hanks      | Dr Henry Goose                | Hotel Manager               | Isaac Sachs             | Dermot Hoggins     | Cavendisht alakító színész              | Zachry                                                     |
| Hugh Grant     | Rev. Giles Horrox             | Hotel Heavy                 | Lloyd Hooks             | Denholme Cavendish | Seer Rhee                               | Kona főnök                                                 |
| Hugo Weaving   | Haskell Moore                 | Tadeusz Kesselring          | Bill Smoke              | Noakes nővér       | Boardman Mephi                          | Vén Georgie                                                |
| Susan Sarandon | Madame Horrox                 | nem szerepel                | nem szerepel            | Idősebb Ursula     | Yosouf Suleiman                         | Abbess                                                     |
| Keith David    | Kupaka                        | nem szerepel                | Joe Napier              | nem szerepel       | An-kor Apis                             | Prescient                                                  |
| James D'Arcy   | nem szerepel                  | Fiatal Rufus Sixsmith       | Idős Rufus Sixsmith     | James nővér        | Levéltáros                              | nem szerepel                                               |
| Zhou Xun       | nem szerepel                  | nem szerepel                | Talbot (Hotel Manager)  | nem szerepel       | Yoona-939                               | Rose                                                       |
| David Gyasi    | Autua                         | nem szerepel                | Lester Rey              | nem szerepel       | nem szerepel                            | Duophysite                                                 |
| Robert Fyfe    | Old Salty Dog                 | nem szerepel                | nem szerepel            | Mr. Meeks          | nem szerepel                            | Prescient                                                  |